# Uta (Sardinie)
Uta (Sardinie) (sardinsky: Uda) je italská obec (comune) v metropolitním městě Cagliari v regionu Sardinie. Nachází se ve výšce 6 metrů nad mořem a má přibližně 8 800 obyvatel. Rozloha obce je 134,71 km².